# Nora Batchelder
Nora Batchelder es una jinete estadounidense que compite en la modalidad de doma. Ganó una medalla de plata en los Juegos Panamericanos de 2019, en la prueba por equipos.

## Palmarés internacional
| Juegos Panamericanos | Juegos Panamericanos | Juegos Panamericanos | Juegos Panamericanos |
| Año                  | Lugar                | Medalla              | Categoría            |
| -------------------- | -------------------- | -------------------- | -------------------- |
| 2019                 | Lima (Perú)          | Medalla de plata     | Por equipos          |